# Махмуд Мохтар
Махму́д Мохта́р ат-Тетш (араб. محمود مختار التتش‎; 23 декабря 1907, Каир, Египет — 21 декабря 1965, Каир, Египет) — египетский футболист, нападающий национальной сборной, участник чемпионата мира 1934 года и Олимпийских игр 1924, 1928 и 1936 годов.

## Карьера

### Клубная
Воспитанник каирского клуба «Аль-Ахли», в котором затем провёл и всю игровую карьеру, продлившуюся 18 лет, с 1922 по 1940 год, был капитаном команды, вместе с которой становился 8 раз обладателем Кубка Египта, 7 раз обладателем Кубка султана Хуссейна и 1 раз чемпионом Каира.

### В сборной
Выступал в составе главной национальной сборной Египта, был её капитаном. Вместе с командой стал участником чемпионата мира 1934 года, где сыграл в единственном матче сборной на турнире, произошло это 27 мая в Неаполе в первом раунде розыгрыша, в котором Египет уступил сборной Венгрии со счётом 2:4. Кроме того, был в составе сборной на Олимпийских играх 1924, 1928 и 1936 годов.

## После карьеры
После завершения карьеры профессионального игрока аль-Тетш работал спортивным функционером, с 1956 по 1959 год занимал пост генерального секретаря Египетского олимпийского комитета.

## Достижения

### Командные
«Аль-Ахли»
Обладатель Кубка Египта: (8)
- 1923/24, 1924/25, 1926/27, 1927/28, 1929/30, 1930/31, 1936/37, 1939/40

Обладатель Кубка султана Хуссейна: (7)
- 1922/23, 1923/24, 1925/26, 1926/27, 1928/29, 1930/31, 1938/39

Чемпион Каира: (1)
- 1938/39

## Память
В честь Махмуда Мохтара носит название бывший домашний стадион клуба «Аль-Ахли», расположенный в Каире и вмещающий 25 000 зрителей.